# Contea di Central Goldfields
La contea di Central Goldfields è una delle quattro local government areas si trova nella parte centrale dello Stato di Victoria. Si estende su una superficie di circa 1534 chilometri quadrati e ha una popolazione di 12.496 abitanti. Le città principali sono Dunolly e Maryborough. La Contea di Central Goldfields è stata costituita nel 1995 dalla fusione del Comune di Maryborough, Contea di Tullaroop, Contea di Bet Bet e la Contea di Talbot e Clunes.

## Località
- Adelaide Lead
- Alma
- Amherst
- Bealiba
- Bung Bong
- Carisbrook
- Dunolly
- Flagstaff
- Majorca
- Maryborough
- Moliagul
- Talbot
- Timor